# Nueva Ocotepeque
Nueva Ocotepeque é uma cidade de Honduras e capital do departamento de Ocotepeque.